# 以礼街道
以礼街道是中华人民共和国云南省曲靖市会泽县下辖的一个街道办事处。
2019年4月1日，曲靖市人民政府批准金钟街道析置为金钟、以礼、钟屏3个街道；12月16日，以礼街道正式成立。

## 行政区划
以礼街道下辖以下村级行政区划单位：
先锋社区、清水社区、河滨社区、以礼社区、松山村、温泉村。